# María Victoria Calle
María Victoria Calle Correa (Medellín; 8 de mayo de 1959) es una abogada y exmagistrada de la Corte Constitucional de Colombia. Fue la primera Presidenta de la Corte Constitucional de Colombia.
Ocupó esta posición desde abril de 2009 hasta abril de 2017. Calle es la segunda mujer sirviendo en el Corte Constitucional (después de Clara Inés Vargas Hernández). Después de graduarse en la Universidad de Medellín, se especializó en Derecho Laboral y Relaciones Industriales y recibió un máster en Derecho Administrativo.

## Magistrada de la Corte Constitucional

### Nombramiento y elección
Calle fue elegida por el Congreso de un ternario propuesto por Presidente Álvaro Uribe Vélez para reemplazar al magistrado Manuel José Cepeda Espinosa, recibiendo 74 de los 77 votos. Los otros candidatos por el puesto fueron Zayda del Carmen Barrero de Noguera y José Fernando Torres. El nombramiento y el subsiguiente proceso de elección de Calle, así como el nombramiento y la elección de su homólogo Jorge Pretelt Chlajub, que tuvieron lugar al mismo tiempo, han sido criticados por Elección Visible.
Notablemente, votó en contra de permitir el referendo sobre la reelección de Álvaro Uribe Vélez en un voto 7-2. Pretelt falló a favor de las pretensiones de Uribe.

### Magistrada
María Victoria Calle fue considerada una magistrada independiente. A pesar de que su marido, Gustavo Eduardo Gómez Aranguren, fue un Magistrado conservador del Consejo de Estado, tomó decisiones decididamente liberales sobre todo en temas de género. 
Voto a favor de permitir el matrimonio igualitario en 2016. También votó a favor de la adopción por parte de personas homosexuales, argumentando que aunque los homosexuales no tienen un derecho a adoptar, los niños tienen el derecho a la familia. En sus ponencias defendió los Derechos reproductivos de las mujeres y la despenalización del aborto en los tres casos permitidos (riesgo para la madre, inviabilidad o malformación del feto, violación).
Entre sus decisiones más conservadoras están evitar que 13 mil funcionarios provisionales fueran incorporados como funcionarios de carrera sin realizar los exámenes meritocráticos de Ley. En el gobierno de Santos votó en contra de la amplitud de atribuciones que tendría a través del procedimiento legislativo exprés y las facultades extraordinarias del llamado fast track que el entonces gobierno promovió para impulsar el proceso de paz de La Habana.
Por todo lo anterior fue considerada como una magistrada independiente aunque alineada con el ala liberal.